# Ophthalmolycus andersoni
Ophthalmolycus andersoni es una especie de pez de la familia Zoarcidae en el orden de los perciformes.

## Morfología
- Los machos pueden llegar a alcanzar los 26,3 cm de longitud total.
- Número de vértebras: 92-96.[1]

## Hábitat
Es un pez de mar y de clima polar.

## Distribución geográfica
Se encuentran en las costas de la Península Antártica.

## Observaciones
Es inofensivo para los humanos.